# Maliena socken
Maliena socken (lettiska: Malienas pagasts) är ett administrativt område i Alūksne kommun i Lettland.